# Базни тунел
Базни/базични тунел или нисколежећи тунел (енгл. base tunnel) тип је тунела, углавном железничког, који се гради кроз базу планинског превоја. Овај тунел обично спаја две долине приближно исте надморске висине.
Првобитно се градило тако што су се пробијале „класичне” железничке линије кроз планински терен да би се смањила дужина прокопавања (због техничких ограничења и ограничења буџета), што је углавном за последицу имало дуге и стрме нагибе те много кривина или чак спирала. Такви тунели се понекад такође зову кулминацијски тунели, поготово ако постоји и базни тунел који пролази кроз исти планински масив.
Базни тунели примењују супротан приступ: нагиби се елиминишу или барем своде на минимум, а кривине елиминушу, што за последицу има дуже тунеле на рути али су укупне удаљености које треба да се превале краће, што омогућава и веће брзине и мање трошкове енергије. Обично, постоји већ направљени кулминацијски тунел те не би било могуће или смислено тунел градити на још нижој надморској висини.
Неки од најпознатијих базних тунела су:
- Готардски базни тунел (57,1 km, 2016), Швајцарска
- Монтдамбински базни тунел (57 km, пројектован 2012. али тренутно неупотребљив), Француска и Италија
- Бренерски базни тунел (55 km, прој. 2025), Аустрија и Италија
- Лечбершки базни тунел (34,6 km, 2007), Швајцарска
- Коралмски тунел (32,9 km, прој. 2022), Аустрија
- Земериншки базни тунел (27,3 km, прој. 2025), Аустрија
- Пахарески базни тунел (24,7 km, још није пројектован), Шпанија
- Цимербершки базни тунел (20 km, још није започет), Швајцарска
- Апенински базни тунел (18,5 km, 1934), Италија
- Ченеријски базни тунел (15,4 km, прој. 2020), Швајцарска
- Фурчки базни тунел (15,4 km, 1982), Швајцарска

Базни тунели кроз Сангабријелске планине предложени су као део система Калифорнијске брзе пруге.